# Corcovado
«Corcovado» — босса-нова, написанная Антониу Карлосом Жобином на собственные стихи в 1960 году. Название ссылается на небольшую гору Корковаду, на которой установлена исполинская статуя Христа — достопримечательность в Рио-де-Жанейро. Одно из самых известных исполнений — Жуана Жилберту и Аструд Жилберту — на альбоме Getz / Gilberto (1964).
В США песня известна в нескольких английских переводах, наиболее распространённый текст — «Quiet Nights of Quiet Stars» (перевод Дж. Лиса). В этом переводе песню неоднократно исполнял Фрэнк Синатра, в том числе под аккомпанемент автора.
Тони Беннетт записал первую популярную английскую кавер-версию «Quiet Nights» с новыми текстами Бадди Кея в 1963 году. Затем последовали многочисленные английские кавер-версии (с разными английским текстами), в том числе Энди Уильямса, запись песни которого достигла 92-го места в Billboard Hot 100 и 18-го места в чарте Hot Adult Contemporary Tracks в 1965 году.
В некоторых источниках рассматривается как джазовый стандарт.